# 膚鼻魚
膚鼻魚，為輻鰭魚綱鱸形目刺尾魚亞目刺尾魚科的其中一個種，2011年，Ho-Hsuan Ching、Shen Kang-Ning和Chang Chi-Wei首次正式描述了 Naso tergus，其模式產地為台灣東北部宜蘭縣南方澳海域，分布於西北太平洋區的台灣、日本及菲律賓海域，棲息深度70-80公尺，本魚體呈長橢圓形且側扁，頭部無突起，尾柄兩側各有一對橢圓形骨板，下顎有100至120顆牙齒，上顎有90至110顆牙齒，身體整體顏色呈褐色，背鰭硬棘6枚、背鰭軟條26-30枚、臀鰭硬棘2枚、臀鰭軟條26-28枚，體長可達34.7公分，棲息在礁石區，以底棲甲殼類、雙殼貝為食，可作為食用魚，尾柄上骨板非常銳利，易傷人，須留意。

## 擴展閱讀
維基物種上的相關：膚鼻魚